# Folklore (Big Big Train)
Folklore è il nono album in studio del  gruppo progressive rock britannico Big Big Train, pubblicato nel 2016.

## Tracce

### CD
1. Folklore – 7:33
2. London Plane – 10:13
3. Along the Ridgeway – 6:12
4. Salisbury Giant – 3:37
5. The Transit of Venus Across the Sun – 7:20
6. Wassail – 6:57
7. Winkie – 8:25
8. Brooklands – 12:44
9. Telling the Bees – 6:02

### LP
Side 1
1. Folklore – 7:33
2. Along the Ridgeway – 6:12
3. Salisbury Giant – 3:37

Side 2
1. London Plane – 10:13
2. Mudlarks – 6:10
3. Lost River of Lond – 6:02

Side 3
1. The Transit of Venus Across the Sun – 7:20
2. Wassail – 6:57
3. Winkie – 8:25

Side 4
1. Brooklands – 12:44
2. Telling the Bees – 6:02

## Formazione
- David Longdon - voce, flauto, chitarra acustica, mandolino, percussioni
- Nick D'Virgilio - batteria, percussioni, cori
- Greg Spawton - basso elettrico, chitarra acustica, cori
- Andy Poole - chitarra acustica, mandolino, tastiera, cori
- Dave Gregory - chitarra elettrica
- Danny Manners - tastiera, contrabasso
- Rachel Hall - violino, viola, violoncello, cori
- Rikard Sjöblom - tastiera, chitarra elettrica, fisarmonica, cori